# 康家村 (章丘市)
康家村,中华人民共和国山东省济南市章丘市水寨镇所辖的一个行政村。总人口2335，其中男性1147人，女性1188人；农业户口2309人，非农业人口26人；18岁以下人口567人，18-35岁人口564人，35-60岁人口903人，60岁以上人口301人（2006年）。耕地面积260公顷（2006年）。行政区划代码370181106208。